# Йегер, Альберт
Альберт Йегер (нем. Albert Jäger, 8 декабря 1801, Швац — 10 декабря 1891, Инсбрук) — австрийский историк.
Один из первых членов Венской Императорской академии наук (1847), член-корреспондент Баварской академии наук (1848).
Монах бенедиктинского ордена, профессор истории в Инсбруке и Вене.
Избирался депутатом тирольского ландтага, занимал в нём консервативные позиции.

## Труды
- «Tirol und der bayerisch — französische Einfall im Jahre 1703» (Инсбрук, 1844);
- «Der Streit des Kardmals Nikolaus von Cusa mit Herzog Sigismund von Oesterreich» (Инсбрук, 1861);
- «Kaiser Joseph II und Eeopold II. Beform und Gegenreform» (Вена, 1867);
- «Tirols Rückkehr unter Oesterreich» (Bена, 1871);
- «Geschichte der landständischen Verfassung Tirols» (Bена, 1881—1885).